# Hymenophyllum viguieri
Hymenophyllum viguieri är en hinnbräkenväxtart som beskrevs av Tard. Hymenophyllum viguieri ingår i släktet Hymenophyllum och familjen Hymenophyllaceae. Inga underarter finns listade.